# Трубшахен
Трубшахен (нем. Trubschachen) — коммуна в Швейцарии, в кантоне Берн.
Входит в состав округа Зигнау. Население составляет 1454 человека (на 31 декабря 2006 года). Официальный код — 0909.